# Georg Nerlich
Georg Nerlich (* 6. Januar 1892 in Oppeln, Schlesien; † 17. April 1982 in Dresden) war ein deutscher Maler und Graphiker.

## Leben

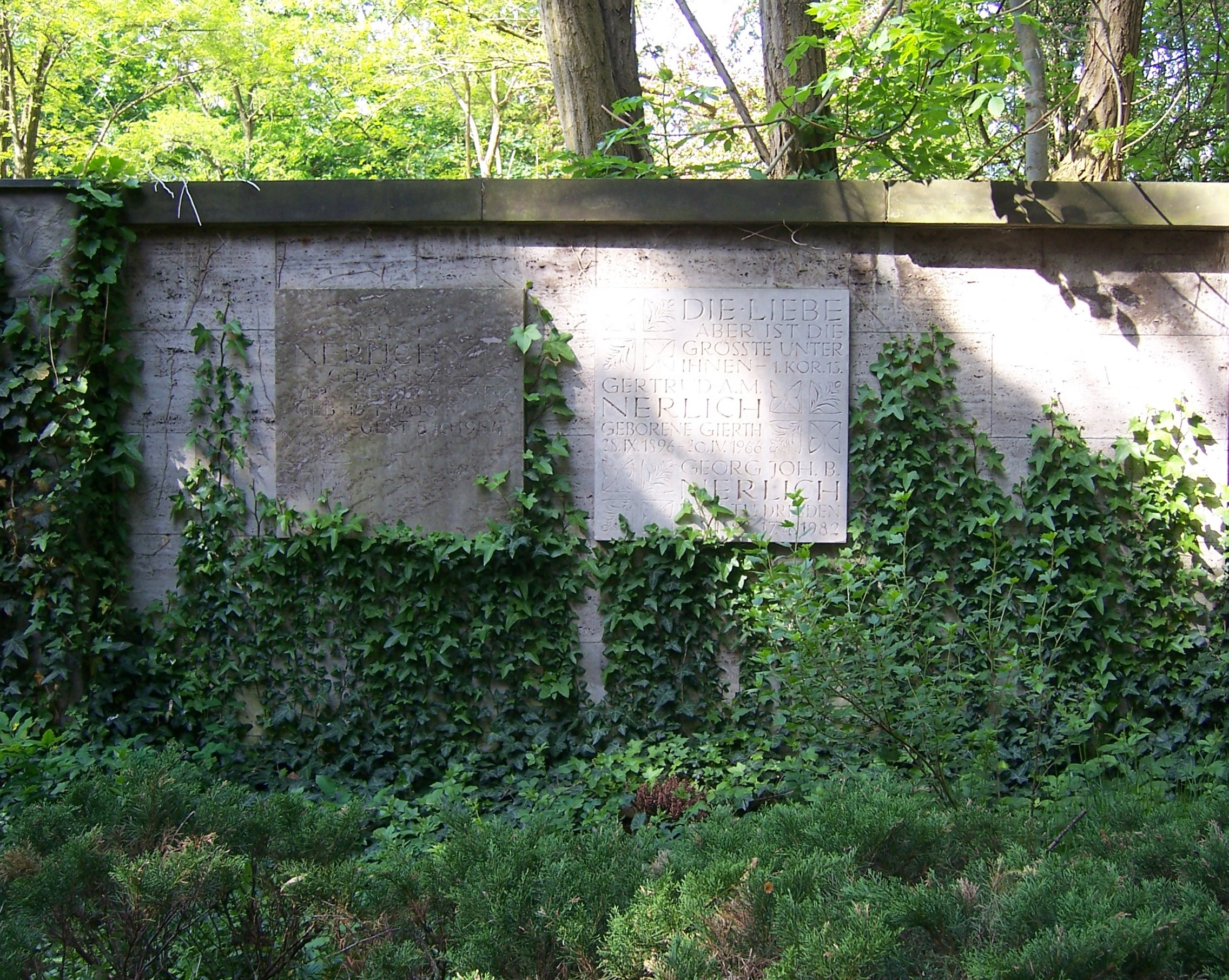
Grab von Georg Nerlich

Georg Nerlich studierte ab 1912 an der Breslauer Akademie für Kunst und Kunstgewerbe bei Hans Poelzig, Markus von Gosen, Karl Hanusch, Oskar Moll, Max Wislicenus, Otto Pankok, und Fryderyk Pautsch. 1917 legte Nerlich die staatliche Prüfung als Kunsterzieher ab. Er arbeitete in seinem Beruf in Breslau, Kattowitz und Oppeln und war Mitglied des Reichsbunds Deutscher Kunsterzieher, an dessen Tagung in Breslau er 1930 teilnahm.
Neben seiner beruflichen Tätigkeit betätigte sich als Maler. Ab 1920 war er Mitglied im Künstlerbund Schlesien und im Deutschen Werkbund. Ab 1926 unternahm er Studienreisen nach Italien, Südfrankreich, Österreich, in die Alpen, Dolomiten, an die Kurische Nehrung und an die Ostsee.
Nerlich malte mit expressiven Farben und in kubistischen Formen. Einige dieser Arbeiten galten den Nationalsozialisten als „entartet“ und fielen 1937 der deutschlandweiten konzertierten Aktion „Entartete Kunst“ zum Opfer. Nerlich blieb aber Mitglied der Reichskammer der bildenden Künste und konnte weiter als Künstler arbeiten. Es ist für diesen Zeitraum seine Teilnahme an acht Ausstellungen sicher belegt.   Ein großer Teil des Werks von Georg Nerlich ging im Zweiten Weltkrieg verloren.
Er war von 1948 bis 1957 Professor für Malen und Grafik an der Technischen Hochschule Dresden und veranstaltete dort 1958 die Ausstellung von Werken seines Breslauer Lehrers „Studien und Skizzen von Karl Hanusch“.
Nerlichs Grab befindet sich auf dem Waldfriedhof Weißer Hirsch. In Dresden wurde nach ihm eine Straße benannt.

## Werke (Auswahl)

### 1947 als „entartet“ nachweislich aus öffentlichen Sammlungen beschlagnahmte und vernichtete Werke Nerlichs
- Oderarm in Breslau (Öl, 80 × 100 cm; Kronprinzenpalais der Nationalgalerie Berlin)
- Stillleben mit Teller (Tafelbild; Kunstsammlungen der Stadt Breslau im Schloss)
- Café in Grenoble (Zeichnung; Kunstsammlungen der Stadt Breslau im Schloss)
- Eisenbahn (Mappe mit sieben Radierungen; Schlesisches Museum der Bildenden Künste)

### Buchillustrationen (Auswahl)
- Max Barthel: Erde unter den Füßen. Eine neue Deutschlandreise. Büchergilde Gutenberg, Berlin, 1929
- Hans Niekrawietz: Oderlieder. Schlesien-Verlag, Breslau, 1942

## Ausstellungen (unvollständig)

### Personalausstellungen
- 1942/1943: Beuthen (mit Robert Bednorz)

- 1955: Dresden, Kunstausstellung Kühl (mit Reinhold Langner und Heinz Röcke)
- 1957: Bautzen, Stadtmuseum (Reiseskizzen, Aquarelle und Plastik; mit Reinhold Langner, Ernst Alfred Mühler und Heinz Röcke)

- 1961: Dresden, Kunstausstellung Kühl (Aquarelle und Radierungen)
- 1964: Dresden, Technische Universität

### Teilnahme an Ausstellungen nach 1945
- 1947: Dresden, Erste Ausstellung Dresdner Künstler. Abteilung II, Klubhaus des Kulturbundes[5]
- 1948: Leipzig, Ausstellung Dresdner Künstler, Museum der bildenden Künste[6]
- 1950: Berlin, Deutsche Heimat im Osten, Messehallen Berlin
- 1951: Berlin, Künstler schaffen für den Frieden, Museumsbau am Kupfergraben
- 1952: Dresden, September Ausstellung Dresdner Künstler, Staatliche Kunstsammlungen Dresden
- 1953: Dresden, Dritte deutsche Kunstausstellung Dresden 1953, Albertinum[7]
- 1954: Dresden, Erste Bezirksausstellung des Verbandes Bildender Künstler Deutschlands, Albertinum
- 1955: Berlin, Deutsche Akademie der Künste. Frühjahrsausstellung 1955, Deutsche Akademie der Künste
- 1955: Berlin, Zeitgenössische Deutsche Grafik, Pergamonmuseum
- 1956: Darmstadt, Ostdeutsche Künstler im 20. Jahrhundert, Mathildenhöhe
- 1956: Stuttgart, Ostdeutsche Künstler im 20. Jahrhundert, Württembergischer Kunstverein
- 1956: Dresden, 750 Jahre Dresden, Albertinum
- 1957: Fulda, Zeitgenössische Kunst des deutschen Ostens, Vonderau Museum
- 1958: Berlin, Jahresausstellung der Deutschen Akademie der Künste
- 1970: Berlin, Die Zwanziger Jahre (I). Deutsche Kunst von 1914 bis 1923, Galerie Nierendorf
- 1974: Erfurt, Kunst für uns
- 1985: Dresden, Bekenntnis und Verpflichtung, Albertinum
- 1985: Dresden, Malerei aus Dresden 1945–1985, Galerie Rähnitzgasse 8, Zentrum für Kunstausstellungen der DDR
- 1988: Berlin, Künstler im Klassenkampf, Museum für Deutsche Geschichte

## Öffentlichen Sammlungen mit Werken Nerlichs (mutmaßlich unvollständig)
- Berlin, Nationalgalerie[8]
- Dresden, Gemäldegalerie Neue Meister[9]